# Sacrificio di Isacco
(Ebrei 11,17)

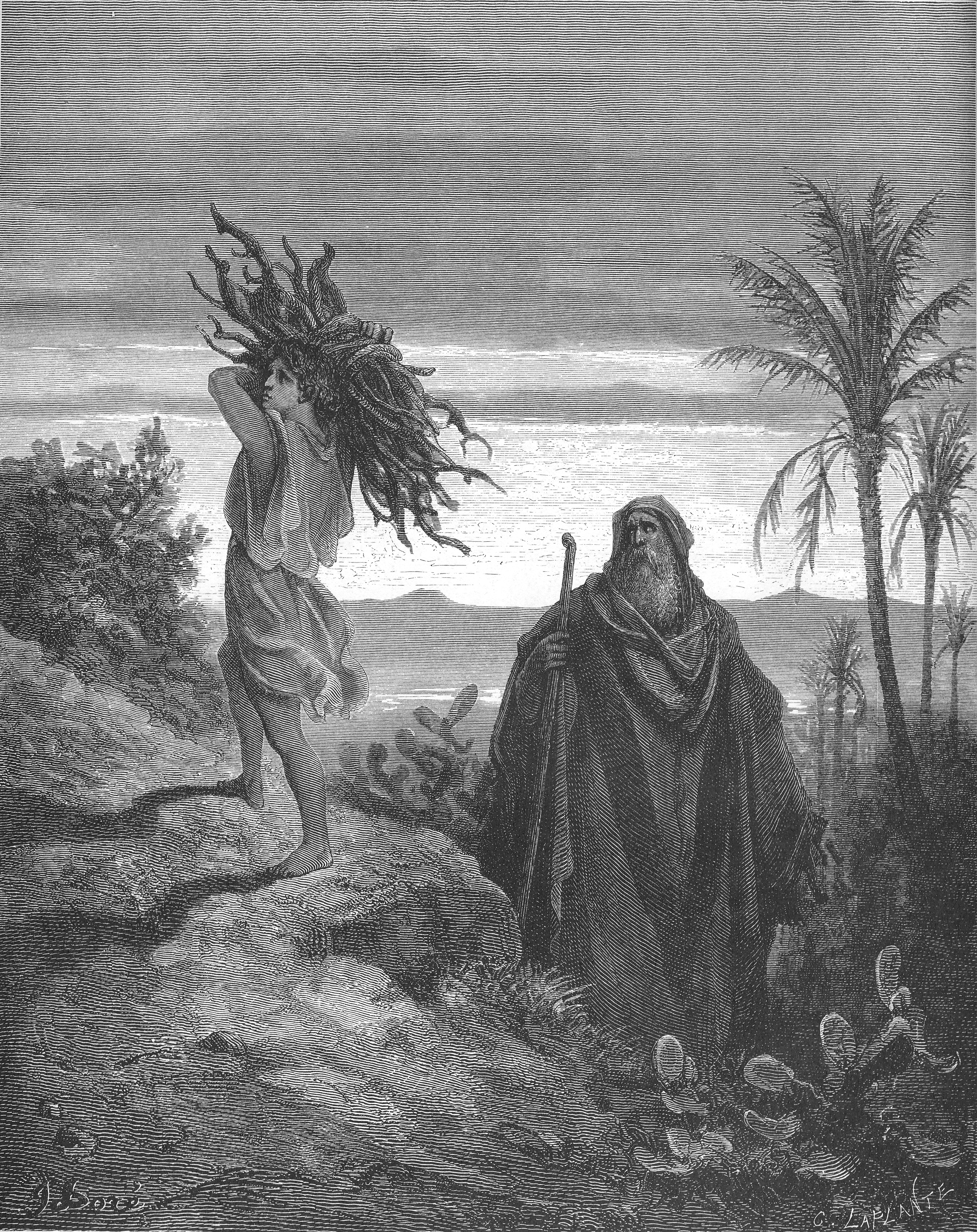
Rappresentazione di Abramo e Isacco mentre si avviano sul monte Moriah per il sacrificio

Il sacrificio di Isacco (in ebraico עֲקֵידַת יִצְחַק) è un episodio del libro biblico della Genesi. Il suo racconto si trova in Genesi 22,1-18.
Dio, per mettere alla prova la fede di Abramo, gli ordina di sacrificare il proprio figlio Isacco. Abramo si reca senza esitazioni sul monte Moriah e mentre sta per compiere diligentemente il sacrificio, impugnando già il coltello, un angelo del Signore scende a bloccarlo e gli mostra un ariete da immolare come sacrificio sostitutivo.
La scena, interpretata come prefigurazione del sacrificio di Cristo, è uno degli episodi salienti del Pentateuco.

## Il racconto nelle Sacre Scritture
Secondo il racconto biblico, al primo patriarca biblico Abramo (ebraico: אַבְרָהָם, Avraham, "Padre di molti/dei popoli"; in arabo ابراهيم‎?, Ibrāhīm), figlio di Tiriḫ e discendente di Šem, venne fatta da Dio la promessa che la sua progenie sarebbe stata numerosa come le stelle del cielo (Genesi 15,1-6), nonostante lui fosse molto vecchio e sua moglie Sara (ebraico: שָׂרָה) vecchia e sterile.
Secondo la cronologia biblica, Abramo aveva 100 anni e Sara 90 quando Dio strinse con Abramo quel patto. Un patto tramite il quale dal seme di Abramo si sarebbe giunti al Messia e tutte le nazioni della terra sarebbero state benedette (Genesi 17,2-8), (Genesi 17,19), (Genesi 22,15-18).
Abramo, uomo giusto e devoto, fino a quella promessa era stato al centro di avvenimenti che avevano rafforzato la sua fede incondizionata verso Dio. Aveva visto come il Dio della Bibbia aveva liberato e protetto le persone giuste e fedeli liberandole da oppressori pagani, non ultima la liberazione e la salvezza per suo nipote Lot e le sue figlie da Sodoma e Gomorra.
La fede si contrapponeva ai fatti, come poteva Sara generare un figlio ad Abramo visto che era non solo avanti negli anni, ma sterile? Quando uno degli angeli disse ad Abramo che dopo non molto tempo Sara avrebbe avuto un figlio, Sara rise. (Genesi 18,9-13) Ma c'era forse qualcosa di troppo straordinario per Dio? (Genesi 18,14).
Infatti, mesi dopo, il racconto biblico asserisce che Dio rivolse la sua attenzione a Sara proprio come aveva detto, e Dio fece ora a Sara proprio come aveva parlato. E Sara rimase incinta e partorì quindi un figlio ad Abramo nella vecchiaia di lui, al tempo fissato di cui Dio gli aveva parlato [......] e gli mise nome Isacco (Genesi 21,1-3). Isacco quindi crebbe con le amorevoli cure dei due genitori che avevano visto la miracolosa potenza di Dio manifestarsi su di loro con un figlio che sarebbe stato, secondo le Scritture, addirittura il precursore dello stesso Messia.

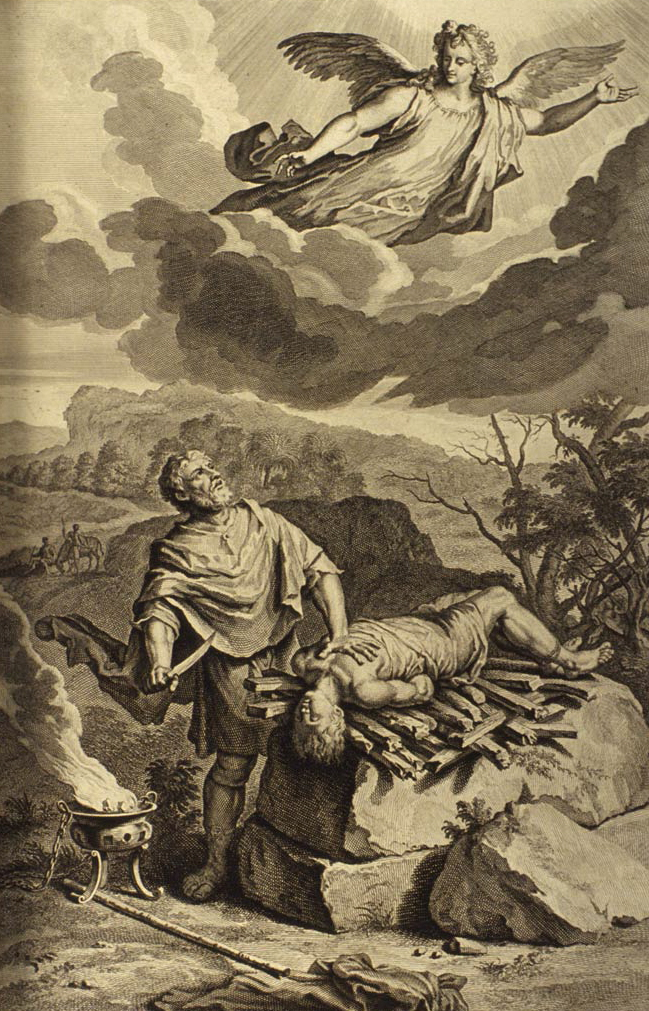
Rappresentazione dell'angelo di Dio che ferma la mano di Abramo dal proseguire nel sacrificio di Isacco

Dopo altri avvenimenti che dimostrarono l'ubbidienza e la fedeltà di Abramo verso il vero Dio, il racconto della Bibbia prosegue che Dio mise alla prova Abramo: Prendi suvvia, tuo figlio, il tuo figlio unico che ami tanto, Isacco, e fa un viaggio nel paese di Moria e là offrilo come olocausto su uno dei monti che io ti designerò.
Il racconto biblico dimostra che Abramo non ebbe esitazioni. Genesi 22:3 infatti dice che Abramo si alzò dunque la mattina di buon'ora, sellò il suo asino e prese con sé due dei suoi servitori e Isacco suo figlio, quindi spaccò la legna per l'olocausto e si mise in viaggio per il luogo designato da Dio.
Il viaggio durò tre giorni: appena Abramo sopraggiunse nelle vicinanze del luogo designato, lasciò i suoi servitori e l'asino proseguendo a piedi con il solo Isacco che trasportava intanto la legna per l'olocausto. Giunti al luogo dell'olocausto Abramo dispose un altare su cui mettere la legna, quindi legò suo figlio Isacco mani e piedi ponendolo sull'altare al di sopra della legna. Il racconto biblico prosegue dicendoci che cosa accadde:
(Genesi 22:10-18)

## La fede di Abramo, l'ubbidienza di Isacco e la promessa delseme
Alcuni studiosi fanno rilevare che Isacco fu ubbidiente e rispettoso verso l'anziano padre. Infatti, mentre il racconto biblico asserisce che Abramo era vecchio avendo superato di gran lunga i 100 anni, Isacco non sembra essere stato un bambino, bensì un giovane vigoroso che, se non fosse stato consenziente, poteva opporsi con la forza al padre. Lo storico Giuseppe Flavio, infatti, riportando il pensiero della tradizione ebraica in Antichità giudaiche, afferma che Isacco aveva 25 anni all'epoca del suo sacrificio.
Abramo d'altronde, così come fa notare il teologo cristiano Søren Kierkegaard nella sua opera Timore e tremore, ubbidì prontamente. Non si pose dubbi sulla ragione di quella richiesta di sacrificio da parte di Dio, se Egli lo richiedeva, la ragione era giusta! Abramo non avvisò né la moglie né i suoi parenti per portare a termine la sua opera, l'etica di Dio (che il filosofo chiama religiosa), ad avviso del filosofo e teologo danese, per Abramo veniva prima di ogni altra etica.
D'altronde nel Nuovo Testamento è spiegato anche un'ulteriore ragione della fede di Abramo. Abramo era certo che il Dio di Israele che gli aveva dato Isacco e con il sacrificio glielo toglieva, in seguito l'avrebbe risuscitato dai morti. Nella  lettera agli Ebrei (11, 17-19) si dice: Per fede Abramo, quando fu provato, fece come se offrisse Isacco, e l'uomo che aveva lietamente ricevuto le promesse, tentò di offrire il [suo] unigenito, benché gli fosse stato detto: "Quello che sarà chiamato 'tuo seme' verrà da Isacco". Ma egli riconobbe che Dio poteva destarlo dai morti, e da lì lo ricevette pure in modo illustrativo.
La promessa di un seme che da Abramo attraverso il figlio Isacco avrebbe condotto al Messia è uno dagli argomenti principali delle Sacre Scritture. Isacco, infatti oltre a trovarsi nella linea di ascendenza di Gesù, ne prefigura il suo sacrificio.

## Esegesi ebraica
Secondo l'esegesi ebraica, Isacco aveva 37 anni al momento del sacrificio. Con questo espediente i midrashim spiegano che:
1. Isacco, quando capì che stava venendo sacrificato, pensò a quanto avrebbe giovato e non reagì.
2. Isacco, pur essendo forte e vigoroso preferì non reagire al padre per rispetto.

Secondo i midrashim quando gli Angeli fermarono Abramo, Isacco aveva già un taglio sulla gola. Isacco fu portato a Gan Eden per guarire ma dovette aspettare molto per la completa guarigione.
Alcuni esegeti affermano che la vita di Isacco fu “silenziosa” a causa del trauma per il sacrificio, ma altri hanno cercato altre ragioni tra le più varie.

## Riferimenti neotestamentari
Nel Nuovo Testamento troviamo riferimenti al sacrificio, in due lettere. Nella Lettera agli Ebrei (Eb 11,17-19), passo che potrebbe ricalcare l'esegesi ebraica secondo la quale, Abramo credeva che Dio potesse resuscitargli il figlio dopo il sacrificio:
(Ebrei 11,17)
e nella Lettera di Giacomo in (Giac 2,21)
(Giacomo 2,21)

## Paralleli con l'Islam
Nel Corano, sūrat as Sāffāt si parla estesamente di Abramo (Ibrahīm), dal versetto 83 al versetto 113 per un totale di 30 versetti. Nei versetti 101-109 si racconta del sacrificio di suo figlio.
(Corano, 37:101-102)
Quando il figlio fu piegato a terra per essere sacrificato, Dio fermò il Suo Inviato e decise di sostituire al figlio un montone. Le differenze tra i due racconti sono queste: Dio non parla direttamente ad Abramo ma in sogno, il figlio è del tutto consapevole già da prima del sacrificio e accetta volontariamente la morte. Gli esegeti sono divisi nell'identificare il figlio sacrificato con Isacco (Išāq) o Ismaele (Ismā‘īl), entrambi conosciuti e riveriti dall'Islam come unici figli, tra quelli di Abramo, ad aver avuto il dono della profezia. 
Il Corano non riprende ulteriormente l'episodio, largamente approfondito dagli esegeti, che lo indicano come una delle varie prove a cui fu sottoposto Abramo, oltre alla condanna nel fuoco, che scampò entrando nel fuoco senza bruciare, e l'abbandono di Ismā'īl e Hājar.

## Il problema etico del sacrificio di Isacco nella filosofia di Kierkegaard
Un filosofo che ha analizzato i problemi etici connessi al biblico sacrificio di Isacco è stato Søren Kierkegaard in una delle sue più importanti opere ovvero, Timore e tremore. In questa opera Kierkegaard analizza il personaggio Abramo spiegando le ragioni etico-religiose di un comportamento, altrimenti eticamente inspiegabile. In una delle versioni della sua opera a cura di Cornelio Fabro, il curatore dell'opera kikegaardiana rileva che Abramo è chiamato dal filosofo danese eroe della fede e modello del cristianesimo straordinario.
Infatti Abramo non valicò con inopportune riflessioni «i limiti della Fede [....] Il padre della Fede rimase nella Fede lungi, dai limiti, da quei confini in cui la fede svanisce in riflessioni».
Il gesto di Abramo secondo Fabro «rivela l'essenza della religiosità e ci porta alla soglia della fede cristiana: la religione (la fede) è il fondamento della morale, non la morale il fondamento della fede».
Abramo, continua Fabro, «non dubitò: non si mise a sbirciare a destra e a sinistra per trovare qualche scappatoia. Egli sapeva che era Dio, l'Onnipotente, che lo metteva alla prova: sapeva che si poteva esigere da lui il sacrificio più duro: ma sapeva anche che nessun sacrificio è troppo duro quando è Dio che lo vuole».
Nell'opera vera e propria, il filosofo cristiano danese, che qui si firma con lo pseudonimo Johannes de Silentio, nella sua prefazione al principale tema dove parla della encomiabile fede di Abramo, contrappone il dubbio, lanciando la prima feroce accusa verso coloro che a suo avviso erano andati pomposamente oltre la fede e quindi asserisce:
«Ogni mercante della speculazione, che l'importante corso della filosofia moderna mette in evidenza, ogni libero docente, assistente, studente, non si accontenta di fermarsi a dubitare di tutto ma va oltre.»
Questi personaggi, ad avviso di Kierkegaard, non erano qualificati per comprendere l'etica del gesto di Abramo. Kierkegaard mette quindi in evidenza in quest'opera che l'etica religiosa, mostrata da Abramo, era superiore a qualsiasi altro 'tipo' di etica. Un uomo etico avrebbe, di norma, parlato con sua moglie, quindi Abramo avrebbe dovuto avvisare sua moglie Sara oltre che il fedele Eliezer, del proposito di sacrificare Isacco. L'omicidio, anche quello sacrificale, era condannato dalla società di cui faceva parte Abramo, oltre che risaputamente condannato da Dio. Inoltre era eticamente sbagliato che 'qualunque padre' sopprimesse il proprio figlio.
Ecco invece che qui Kierkegaard spiega, in contrapposizione alla 'normale' etica, l'etica superiore, quella di Dio che include la fede in Lui stesso. Abramo non tentenna, non pensa ad alcuna conseguenza, non fa calcoli, non ha dubbi di alcun genere, ripone la sua totale fiducia in Dio. Se Dio comanda, qualunque sia il suo comando, ci sarà una valida ragione anche se non da noi compresa, e quella ragione surclassa ogni altra ragione, ogni altro comportamento decisionale.

## Il sacrificio di Isacco nell'arte

### Dipinti
- Sacrificio di Isacco di Raffaello (1511)
- Sacrificio di Isacco di Andrea del Sarto (1527-1529 circa)
- Sacrificio di Isacco di Tiziano (1542-1544 circa)
- Sacrificio di Isacco dell'Empoli (1590)
- Sacrificio di Isacco di Jacopo Ligozzi (1596)
- Sacrificio di Isacco di Caravaggio (1603-1604)
- Sacrificio di Isacco di Domenichino
- Sacrificio di Isacco del Cigoli (1625)
- Sacrificio di Isacco di Giovanni Lanfranco
- Sacrificio di Isacco di Andrea Lanzani (seconda metà del XVII secolo)
- Sacrificio di Isacco di Rembrandt (1635)
- Sacrificio di Isacco di Tiepolo (1726-1729)
- Sacrificio di Isacco di Marc Chagall (1960-1965)

### Sculture
- Sacrificio di Isacco di Lorenzo Ghiberti (1401)
- Sacrificio di Isacco di Filippo Brunelleschi (1401)
- Sacrificio di Isacco di Donatello (1418)
- Sacrificio di Isacco di Alonso Berruguete (1526-1532)

### Videogiochi
- The Binding of Isaac (2011)